# ガウケーニヒスホーフェン
ガウケーニヒスホーフェン (ドイツ語: Gaukönigshofen) はドイツ連邦共和国バイエルン州ウンターフランケン地方のヴュルツブルク郡に属す町村（以下、本項では便宜上「町」と記述する）である。

## 地理
ガウケーニヒスホーフェンは、ヴュルツブルクの南に接する肥沃なオクゼンフルター・ガウの中心部に位置する。

### 自治体の構成
この町は、公式には6つの地区 (Ort) からなる。このうち小集落や孤立農場などを除く集落を以下に列記する。
- アホルスハウゼン
- アイヒェルゼー
- ガウケーニヒスホーフェン
- リッタースハウゼン
- ヴォルクスハウゼン

## 歴史
ガウケーニヒスホーフェンは 741年に初めて文献上に記録されており、このためウンターフランケンで最も古い町の一つに数えられる。1803年、ヴュルツブルク司教領の一部としてまずバイエルン大公領に世俗化された。その後1805年にプレスブルクの和約に基づいてトスカーナ大公フェルディナンド3世が創設したヴュルツブルク大公国領に移されたが、1814年にこれが廃止されると最終的にバイエルン王国領となった。バイエルンの行政改革の時代、1818年に発令された市町村令により現在の自治体が形成された。

### 人口推移
- 1970年 1,944人
- 1987年 1,938人
- 2000年 2,242人
- 2005年 2,391人
- 2006年 2,401人
- 2007年 2,433人
- 2008年 2,479人

## 行政

### 首長
2020年3月15日の選挙でヨハネス・メント (Christliche Wählergemeinschaften Wolkshausen, Eichelsee, Rittershausen, Acholshausen) が 53.95 % の票を獲得して町長に選出された。

### 紋章
1961年にガウケーニヒスホーフェンの町役場の改修の際に1607年の町の紋章が玄関の三角破風から発見された。銀と赤の彩色は、この町の領邦君主権を有していたヴュルツブルク司教の紋章の配色に由来する。

### 姉妹都市
- バート・ケーニヒスホーフェン、ケーニヒスホーフェン・イム・タウバー（ラウダ＝ケーニヒスホーフェンの集落）
- ノルマンディのオドン川渓谷（Baron sur Odon, Evrecy, Eterville, Gavrus を含む）

## 文化と見所
- ガウケーニヒスホーフェン保護天使教会: ガウの聖堂としても記録されているこの教会は、その場所が古い集落の北西の端を形作っており、オクゼンフルター・ガウの平地を見渡すことができる。粗造りの建築は1724年から1730年に建設された。この教会はチロル出身の建築家マティアス・コルプが設計した。塔は大変にエレガントな構成である。南翼には金箔を貼った砂岩製の天使と子供の像が輝いている。ファサードの中央には装飾の豊かなロココ様式の無原罪の受胎像があり、入り口には天国の壮麗が表現されている。
- リッターハウゼン聖マティアス教会: 大変に見事な主ファサード、屋外階段、側面に並ぶ聖ネポムクと聖キリアンの等身大砂岩像を持つ。1987年の改修以後、内部は新たな輝きを獲得した。この教会は古典主義様式に分類され、この時代様式の典型例となっている。
- 町役場: ガウケーニヒスホーフェンの中心は、渦巻き破風を持つ美しいルネサンス様式の町役場に占められている。この建物は1607年に建設された。下層と破風は石材でどっしりと造られており、上層の壁は窓枠に木彫を施した木組み建築である。1階は1891年まで町の鍛冶屋が利用していた。上階の2つの部屋には板が張られている。集会所の扉には1607年と刻まれている。結婚室には後期ゴシック様式の簡素なキリスト十字架像が掲げられているが、この像はかつて町の防衛施設の門楼に下げられていたものである。
- 郡立ユダヤ博物館: 1938年11月9日から10日のユダヤ人排斥運動から50年を契機にガウケーニヒスホーフェンの旧シナゴーグ跡に国家社会主義の犠牲となった郡内のユダヤ人を追悼する記念館が設けられることとなった。ヴュルツブルク郡の郡議会は1987年3月13日に旧シナゴーグの改築を決議し、1988年10月16日新たな役割を担ったこの建物をガウケーニヒスホーフェンに引き渡し、公開した。
- ふれあい動物園『ノアの箱船』: 1996年8月初旬からケーニヒスホーフェンの外れにふれあい動物園『ノアの箱船』が開園している。ここを訪れた人々、特に子供たちは自然に近いロマンティックな環境で動物の行動を体験することができ、動物とふれあうことができる。このふれあい動物園は町の所有で、ガウケーニヒスホーフェン Wander- und Naturfreunde 協会 e.V.が運営している。約2 ha に約50頭の四つ脚動物がおり、ウサギやモルモットのための小スペースもある。また、別に区切られた池にはガチョウやカモもいる。運営費用は協会員のボランティア、わずかな入場料、寄附によってまかなわれている。このふれあい動物園の特異性は、すべての動物が「箱」で同居していることである。

## 経済と社会資本

### 交通
- ガウケーニヒスホーフェンはヴュルツブルク郡南部の交通の便がよい場所にある。アウトバーンA3号線、A7号線、A81号線まで数分で到達できる。連邦道B13号線とB19号線もガウケーニヒスホーフェンからそれぞれ 5 km ほどの場所を通っている。州道2270号線が町内を通り、B13号線およびB19号線を結んでいる。
- 8 km 離れたオクゼンフルトにはレギオナルバーンが発着する駅があり、20 km 離れたヴュルツブルクには ICE の停車駅がある。
- 2 km の距離にギーベルシュタット飛行場がある。

### 教育
- 基礎課程学校 1校と本課程学校 1校がある。
- オクゼンフルト市民大学の分校がある。

## 引用
1. ↑  https://www.statistikdaten.bayern.de/genesis/online?operation=result&code=12411-003r&leerzeilen=false&language=de Genesis-Online-Datenbank des Bayerischen Landesamtes für Statistik Tabelle 12411-003r Fortschreibung des Bevölkerungsstandes: Gemeinden, Stichtag (Einwohnerzahlen auf Grundlage des Zensus 2011)
2. ↑  Bayerische Landesbibliothek Online
3. ↑  “Wahl des ersten Bürgermeisters - Kommunalwahlen 2020 in der Gemeinde Gaukönigshofen - Gesamtergebnis”. 2021年3月7日閲覧。